# Сеньялан
Сеньяла́н (фр. Seignalens) — коммуна во Франции, находится в регионе Лангедок — Руссильон. Департамент коммуны — Од. Входит в состав кантона Алень. Округ коммуны — Лиму.
Код INSEE коммуны — 11375.

## Население
Население коммуны на 2008 год составляло 31 человек.
| 1962 | 1968 | 1975 | 1982 | 1990 | 1999 | 2008 |
| ---- | ---- | ---- | ---- | ---- | ---- | ---- |
| 58   | 46   | 43   | 33   | 19   | 49   | 31   |

## Экономика
В 2007 году среди 21 человек в трудоспособном возрасте (15—64 лет) 18 были экономически активными, 3 — неактивными (показатель активности — 85,7 %, в 1999 году было 68,8 %). Из 18 активных работали 16 человек (8 мужчин и 8 женщин), безработными были 2 мужчин. Среди 3 неактивных 2 человека были пенсионерами, 1 был неактивным по другим причинам.